# Last Night the Moon Came Dropping Its Clothes in the Street
Last Night the Moon Came Dropping Its Clothes in the Street ist ein Fusionalbum von Jon Hassell. Die 2008 an verschiedenen Orten entstandenen Aufnahmen erschienen 2008 auf ECM Records.

## Hintergrund
Last Night the Moon Came Droping Its Clothes in the Street war Hassells erste Aufnahme seit Maarifa Street: Magic Realism, Vol. 2 (2005); fast 25 Jahre nach seiner letzten Einspielung für ECM, dem Album Power Spot, das Hassell 1983/84 aufnahm, kehrte er zu Manfred Eicher und seinem Label zurück. Das für das Album verwendete Material stammt im Wesentlichen aus einer Session aus dem April 2008 in den Studios La Buissonne, die in der Provence in Pernes-les-Fontaines gelegen sind. Es wurde Ende 2008 in Los Angeles ergänzt; eingeschlossen wurden dabei Live-Aufnahmen aus Courtrai, Belgien, und dem Kings Place, London, sowie ein Remix eines Stücks, das ursprünglich für einen Film von Wim Wenders entstand. Es ist eine zusammengestellte Montage von Material aus diesen unterschiedlichen Aufnahmen Sessions, notierte Thom Jurek. Die zehn Stücke sind meist mittellang und dauern zwischen fünf und acht Minuten, aber drei davon – „Time and Place“, „Clairvoyance“ und „Scintilla“ – fungieren als Übergänge, die das Album nahtlos in drei Teile unterteilen.
Die Besetzung des Albums ist wegen der unterschiedlichen Aufnahmen, die herangezogen wurden, heterogen; sie umfasst einige Musiker, mit denen Hassell früher gearbeitet hatte, wie den Bassist Peter Freeman – der aber nun am Laptop verdoppelte – und den Gitarrist Rick Cox, neben den nun Eivind Aarset trat. Zu den anderen neuen Spielern zählen Jamie Muhoberacon (Keyboard und Laptop), die Schlagzeuger Helge Andreas Norbakken und Pete Lockett,  ferner Kheir Eddine M'Kachiche an der Violine und Jan Bang am Live-Sampling.
Last Night the Moon Came Dropping Its Clothes in the Street stammt aus einem Gedicht des großen Sufi-Mystikers und Dichters Jalaluddin Rumi aus dem 13. Jahrhundert und setzt eine Erzählung fort, die von Hassells vorherigem Album Maarifa Street aus dem Jahr 2005 initiiert wurde. Der weitere Text, im Kontext der Klänge des Albums, sei auch beziehungsreich, meinte Thom Jurek:

„Letzte Nacht kam der Mond auf die Straße und ließ seine Kleider fallen

Ich nahm es als Zeichen, zu singen

In die Himmelsschale fallen.“

## Titelliste
- Jon Hassell: Last Night the Moon Came Dropping Its Clothes in the Street (ECM Records ECM 2077, ECM Records 179 2636)[1]
  1. Aurora (Jon Hasell, Jan Bang) 5:22
  2. Time and Place 3:48
  3. Abu Gil 13:04
  4. Last Night the Moon Came 11:15
  5. Clairvoyance 1:05
  6. Courtrai 5:44
  7. Scintilla 0:50
  8. Northline (Jon Hassell, Peter Freeman) 6:43
  9. Blue Period 7:58
  10. Light on Water 7:59

Sofern nicht anders vermerkt, stammen die Kompositionen von Jon Hassell.

## Rezeption
Thom Jurek verlieh dem Album in Allmusic viereinhalb Sterne und schrieb, Jon Hassell klinge wie kein anderer, aber viele Trompeter und Klangcollagisten wurden von seiner Arbeit stark beeinflusst. Hassells Musik klinge auch jetzt noch fremd, betörend, quecklig, scheinbar formlos und luftig, aber voller subtiler Verwaschungen, Tonverschiebungen und polyrhythmischer Strategien. Hassell bewege sich auf alles zu – Samples, treibende Klänge, Andeutungen von Melodien und für solch ruhige und subtile Musik eine beeindruckende harmonische Palette – um eine Montage zu schaffen, die die Zeitlosigkeit der Vergangenheit mit einem festen Griff auf das Unerkennbare vielleicht sogar unausgesprochen, oder Zukunft heraufbeschwöre. Das Zeit- und Phrasierungsgefühl eines Jazzmusikers werde durch sein malerisches Gefühl für Raum und Schatten verstärkt. Dieses Album sei ein weiterer Beweis dafür, dass Jon Hassell sein eigenes Terrain bewohnt und die wahre Schwingung der Poesie widerspiegelt, wie sie dem menschlichen Ohr als so etwas wie reiner Klang begegne.
Colin Buttimer schreib in einer Rezension für die BBC, Jon Hassell sei der einzige konsequent originelle Nachfolger von Miles Davis’ elektrischem Werk und einer der originellsten Instrumentalstilisten der letzten 30 Jahre. Sein bedauerlicherweise geringes Profil sei auf den sui generis Charakter der 13 Alben zurückzuführen, die er[ bis dato] aufgenommen habe. Obwohl er in erster Linie mit seinem eigenen Tribal/Technology-Konzept der Fourth World in Verbindung gebracht werde, offenbare sein Œuvre eine Reihe anderer Möglichkeiten, darunter Bayou-Jazz (Fascinoma), digitaler Cut-up (City: Works of Fiction) und Hip-Hop (Dressing for Pleasure). Alles, einschließlich dieses Albums, verdiene ernsthafte Aufmerksamkeit. Obwohl von einem Patchwork-Quilt verschiedener Musiker gespielt, darunter die Norweger Jan Bang und Eivind Aarset, seien nur der Geiger Kheir Eddine M'Kachiche und der Bassist Peter Freeman deutlich erkennbar. Das Ensemble schaffe zarte, wolkenartige Atmosphären, die den Hörer in Musik umhüllen, die als Duft oder Berührung erfahrbar werde. Das Album ist eine collagierte Momentaufnahme einer Arbeitsgruppe: Vier der zehn Kompositionen sind Live-Aufnahmen, so der Autor. Allerdings gebe es keine Ecken und Kanten und kein Publikumslärm. „Spuren fließen ineinander, nur signalisiert durch ein erneutes Gefühl der schrägen Perspektive.“
John L Walters schrieb im Guardian, Jon Hassells weiteres Fourth World-Album – der Begriff habe er selbst geprägt, um seinen musikalischen Stil zu definieren – bringe ihn nach 25-jähriger Pause zurück zum ECM-Label. Der Titel würde bereits davor warnen, dass dies kein gewöhnliches Hörerlebnis sei. „Es ist ein Album, das unter dem Radar des konventionellen Hörens verschwindet: kein Jazz, obwohl es größtenteils improvisiert ist; leicht zu absorbieren, aber überhaupt nicht verdummt.“ Im gemächlichen (aber niemals statischen) Titelstück könne man sich leicht verlieren; es sei das akzeptable Gesicht des Ambient. Eine Version dieser Band spielte während des Londoner Jazzfestivals im letzten November in Sessions, die auf den norwegischen Punkt-Events basierten, erinnert der Autor. Bei der Aufführung habe die Musik innerlich, zurückhaltend, fast einschläfernd gewirkt. Nun auf Platte, dezent abgemischt, klängen die dort aufgenommenen Tracks ziemlich magisch.